# Iúna
Iúna is een gemeente in de Braziliaanse deelstaat Espírito Santo. De gemeente telt 26.239 inwoners (schatting 2009).

## Aangrenzende gemeenten
De gemeente grenst aan Ibatiba, Ibitirama, Irupi, Muniz Freire, Alto Caparaó (MG), Alto Jequitibá (MG), Durandé (MG), Lajinha (MG), Manhumirim (MG) en Martins Soares (MG).